# هنريش شونفيلد
هنريش شونفيلد (بالألمانية: Heinrich Schönfeld)‏ لاعب كرة قدم نمساوي سابق ولد في 3 أغسطس 1900.

## مسيرته
بدأ اللاعب مسيرته الكروية كحارس مرمى في فريق نمساوي محلي قبل أن يصبح مهاجماً، ثم انتقل إلى نادي تورينو الإيطالي سنة 1923 ليدخل التاريخ بعد سنة بتسجيله ل22 هدفاً في أول بطولة إيطالية محترفة لكرة القدم ليصبح أول هدَاف للدوري الإيطالي الممتاز ثم انتقل لنادي الانتر بعدها قبل أن يعود للعب في الدوري النمساوي سنة 1926. بعدها انتقل للدوري الأمريكي لكرة القدم ثم عاد للدوري الإيطالي مختتماً مسيرته سنة 1933.

## روابط خارجية
- هنريش شونفيلد على موقع عالم كرة القدم.نت (الإنجليزية)